# Bergamot
Bergamot (Citrus aurantium ssp. bergamia) eller bergamotte - også kaldet bergamotappelsin - er en citrusfrugt, som først og fremmest dyrkes i Italien og Nordafrika. Den menes at stamme fra Sydøstasien. Tidligere blev bergamot regnet som en egen art med det videnskabelige navn Citrus bergamia, men nu anser man den som en underart til pomerans.

## Anvendelse
Fra frugtens skal presses en æterisk olie, bergamotolie. Den er gul eller grøn af farve, og har en citrusagtig duft og bitter smag.
Bergamotolie bruges til fremstilling af parfume og som dufttilsætning i kosmetik. Den bruges også som smagstilsætning. For mange vil smagen være kendt fra Earl Grey-te eller altheabolsjer.